# وادي المحلاني
وادي المحلاني أحد أودية منطقة القصيم وسط المملكة العربية السعودية. يُعد الوادي أحد الروافد المهمة لوادي الرمة.

## الوصف
يصب وادي المحلاني مياهه في وادي الرمة مقابل عقلة الصقور عند خط الطول 42 َ10 ْ شرقًا٬ وينحدر من جبال حبشي (يبلغ ارتفاعه 1.474م) وجبال الخدار (يبلغ ارتفاعه 1119م) وضلع التين (يبلغ ارتفاعه 1272م). ويتجه مع روافده من الشمال إلى الجنوب نحو وادي الرمة. وتطلق تسمية وادي المحلاني على الرافد الذي ينحدر شرق البدع نحو قرية المحلاني ويندمج بعدها مع الروافد القادمة من الشمال في مجرى
واحد يتجه نحو الجنوب٬ وقبل التقائه بوادي الرمة يصب فيه شعيب أبو عمائر.